# 1350 Rosselia
1350 Rosselia è un asteroide della fascia principale del diametro medio di circa 23,35 km. Scoperto nel 1934, presenta un'orbita caratterizzata da un semiasse maggiore pari a 2,8581742 UA e da un'eccentricità di 0,0874577, inclinata di 2,93706° rispetto all'eclittica.
L'asteroide è dedicato a Marie-Therese Rossel, editrice del quotidiano belga Le Soir.